# Iswestija-Pokal 1990
Der Iswestija-Pokal 1990 war die 24. Austragung des Eishockeyturniers und wurde vom 16. bis 22. Dezember 1990 in Moskau durchgeführt.

## Spiele
| 16. Dezember 1990 | UdSSR Aljaksandr Andryjeuski (19:07) Alexei Kowaljow (29:31) Alexander Semak (33:39) Aljaksandr Andryjeuski (43:15) Waleri Kamenski (48:01) | 5:1 (1:1, 2:0, 2:0) | Schweden Tommy Sjödin (17.) | Sportpalast Luschniki, Moskau Zuschauer: 12.000 |

| 16. Dezember 1990 | Kanada José Charbonneau (5.) David Latta (36.) Stu Barnes (52.) Ken Priestlay (60.) | 4:1 (1:0, 1:1, 2:0) | Tschechoslowakei Josef Beránek (35.) | Sportpalast Luschniki, Moskau Zuschauer: 7.000 |

| 17. Dezember 1990 | Kanada Ken Priestlay (2) José Charbonneau | 3:7 (1:1, 1:2, 1:4) | Finnland Teemu Selänne (2) Hannu Järvenpää Arto Ruotanen Risto Kurkinen Esa Keskinen Pekka Tirkkonen | Sportpalast Luschniki, Moskau Zuschauer: 4.800 |

| 18. Dezember 1990 | Schweden Kjell Dahlin (19.) Patrik Ericksson (31.) Johan Strömwall (52.) | 3:2 (1:2, 1:0, 1:0) | Tschechoslowakei Radek Kampf (5.) Josef Augusta (13.) | Sportpalast Luschniki, Moskau Zuschauer: 2.500 |

| 18. Dezember 1990 | UdSSR Waleri Kamenski (20:55) Igor Krawtschuk (22:30) Alexander Semak (25:44) Waleri Kamenski (32:54) Ilja Bjakin (42:34) Alexei Schamnow (52:08) | 6:1 (0:0, 4:1, 2:0) | Finnland Risto Kurkinen (40.) | Sportpalast Luschniki, Moskau Zuschauer: 11.000 |

| 19. Dezember 1990 | Schweden Tommy Sjödin (18.) Fredrik Stillman (20.) | 2:1 (2:0, 0:1, 0:0) | Kanada Stu Barnes (32.) | Sportpalast Luschniki, Moskau Zuschauer: 7.000 |

| 20. Dezember 1990 | UdSSR Sergei Nemtschinow (12:05) Alexei Kowaljow (18:04) Rawil Juldaschew (20:33) Igor Maslennikow (29:22) Wiktor Gordijuk (30:18) Sergei Nemtschinow (52:53) | 6:1 (2:0, 3:1, 1:0) | Kanada Jim Paek (23.) | Sportpalast Luschniki, Moskau Zuschauer: 12.000 |

| 20. Dezember 1990 | Tschechoslowakei | 3:1 (2:1, 1:0, 0:0) | Finnland | Sportpalast Luschniki, Moskau |

| 21. Dezember 1990 | Finnland Mika Nieminen (38.) Mika Nieminen (50.) | 2:2 (1:0, 0:1, 1:1) | Schweden Peter Andersson (9.) Petri Liimatainen (43.) | Sportpalast Luschniki, Moskau Zuschauer: 3.000 |

| 22. Dezember 1990 | UdSSR Aljaksandr Andryjeuski (3:17) Wjatscheslaw Buzajew (39:38) | 2:2 (2:1, 0:1, 0:0) | Tschechoslowakei Josef Beránek (26.) Marián Horváth (37.) | Sportpalast Luschniki, Moskau Zuschauer: 12.000 |

## Abschlusstabelle
| Platz | Mannschaft       | Spiele | S | U | N | T     | P |
| ----- | ---------------- | ------ | - | - | - | ----- | - |
|       | UdSSR            | 4      | 3 | 1 | 0 | 19:05 | 7 |
|       | Schweden         | 4      | 2 | 1 | 1 | 08:10 | 5 |
|       | Tschechoslowakei | 4      | 1 | 1 | 2 | c8:10 | 3 |
| 4.    | Finnland         | 4      | 1 | 1 | 2 | 11:14 | 3 |
| 5.    | Kanada           | 4      | 1 | 0 | 3 | 09:16 | 2 |

## Auszeichnungen
- Bester Torhüter:  Oldřich Svoboda
- Bester Verteidiger:  Arto Ruotanen
- Bester Stürmer:  Alexander Semak
- Bester Spieler:  Waleri Kamenski
- Bester Scorer:  Teemu Selänne (5 Punkte, davon 2 Tore und 3 Vorlagen)